# Iglesia de las Zitelle
La iglesia de Santa María de la Presentación (en italiano: chiesa di Santa Maria della Presentazione), llamada comúnmente iglesia de las Zitelle (en italiano: chiesa delle Zitelle, lit. 'iglesia de las Solteronas'), es una iglesia situada en el extremo oriental de la isla de la Giudecca en Venecia, Italia. Está consagrada a la presentación de la Virgen María y forma parte de un complejo que incluye también un antiguo hospicio para mujeres jóvenes sin dote (de donde proviene el nombre con el que es conocida).

## Historia
La iglesia forma parte de un complejo eclesiástico creado por el jesuita Benedetto Palmi para ayudar a las niñas pobres; en la época aquellas que estaban en edad de casarse (llamadas zitelle) pero eran demasiado pobres para tener una dote terminaban a menudo dedicándose a la prostitución (que en tiempos de la República de Venecia no era obstaculizada por los nobles ni por el gobierno local); en el hospicio se les enseñaba un oficio como la costura o los encajes de manera que pudieran mantenerse a ellas mismas.
Fuentes del siglo XVII atribuyen el diseño de la iglesia al arquitecto Andrea Palladio. Sin embargo, las investigaciones aún no han podido encontrar rastros documentales ni gráficos de una intervención suya: en realidad la mayor parte de los estudiosos expresan fuertes dudas sobre esta atribución.
Aunque la adquisición de la zona edificable a la Giudecca data de 1561, el inicio de las obras es posterior a la muerte de Palladio: la primera piedra se puso en 1581 y la iglesia se consagró en 1588. En realidad ya en 1575 y 1576 están documentadas grandes compras de materiales de construcción, quizá destinados a la iglesia. Sobre esta base, algunas hipótesis recientes conjeturan un posible proyecto palladiano datable a mediados de los años 1570, pero ni la fachada ni el interior de la iglesia muestran características atribuibles inequívocamente al lenguaje palladiano, a menos que se tratara de una realización extremadamente torpe e infiel.

## Descripción

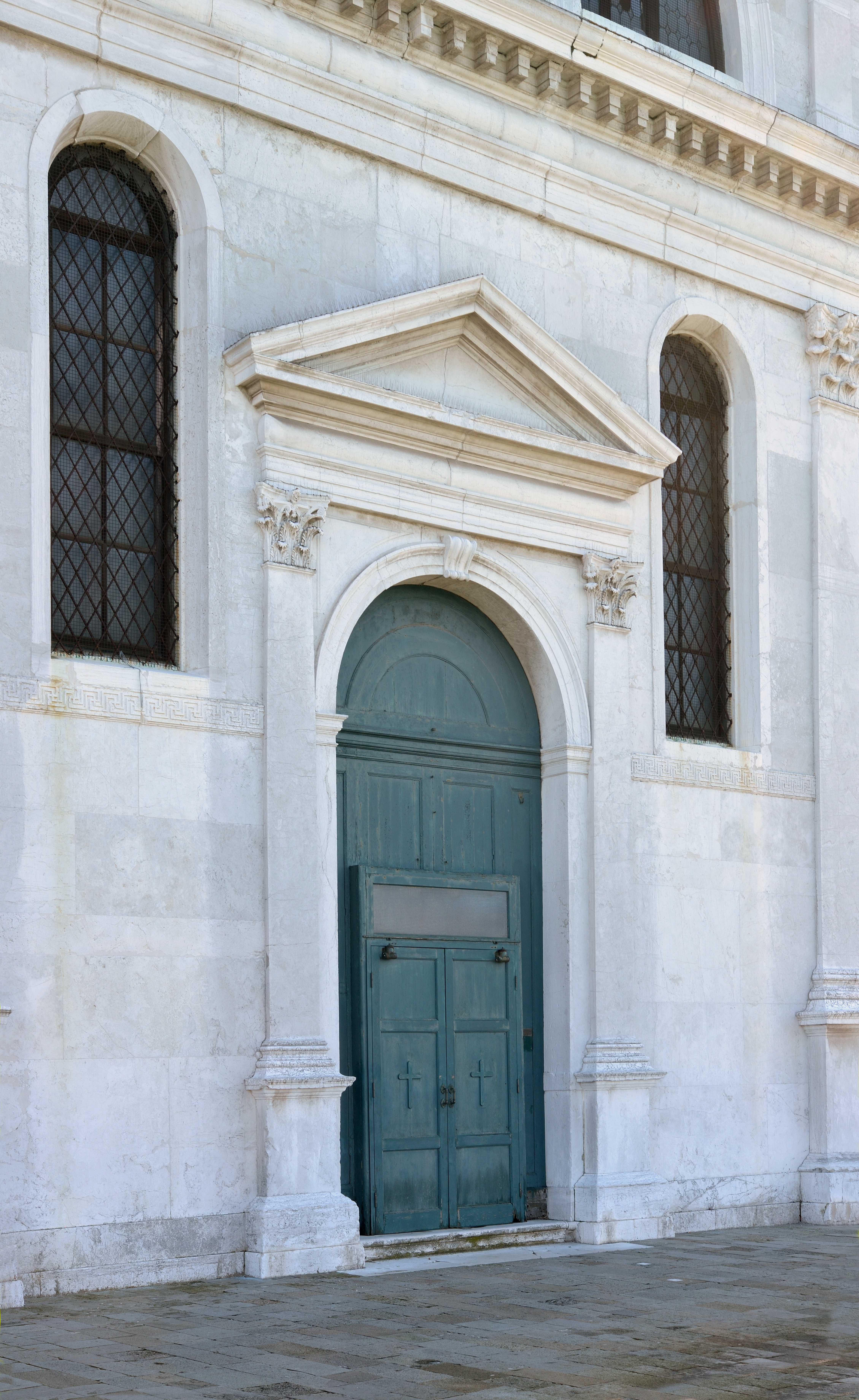
Detalle del portal.

El hospicio se desarrolla con forma de herradura alrededor de la iglesia, dejando espacio detrás del ábside de la iglesia para un patio. La fachada de la iglesia es a dos órdenes, con dos ventanas y el portal en el primero y una gran ventana termal en el segundo, que es más alto que las dos alas del hospicio que rodean la iglesia y está coronado por un tímpano. Hay dos pequeños campanarios dispuestos simétricamente sobre el tímpano a ambos lados de la fachada, y una gran cúpula con una imponente linterna cierra la construcción.
En el interior la planta es central y el espacio está dominado por la bóveda de la cúpula. En el altar izquierdo hay obras de Antonio Vassilacchi: Virgen con el Niño, San Francisco y el abogado Federico Contarini. En el altar mayor está una Presentación de la Virgen en el templo de Francesco Bassano. En el altar derecho hay una obra de Palma el Joven, Oración en el huerto. La presencia de algunos coros con acceso directo al hospicio pone de manifiesto la estrecha relación de este con la iglesia.